# Gob an Choire

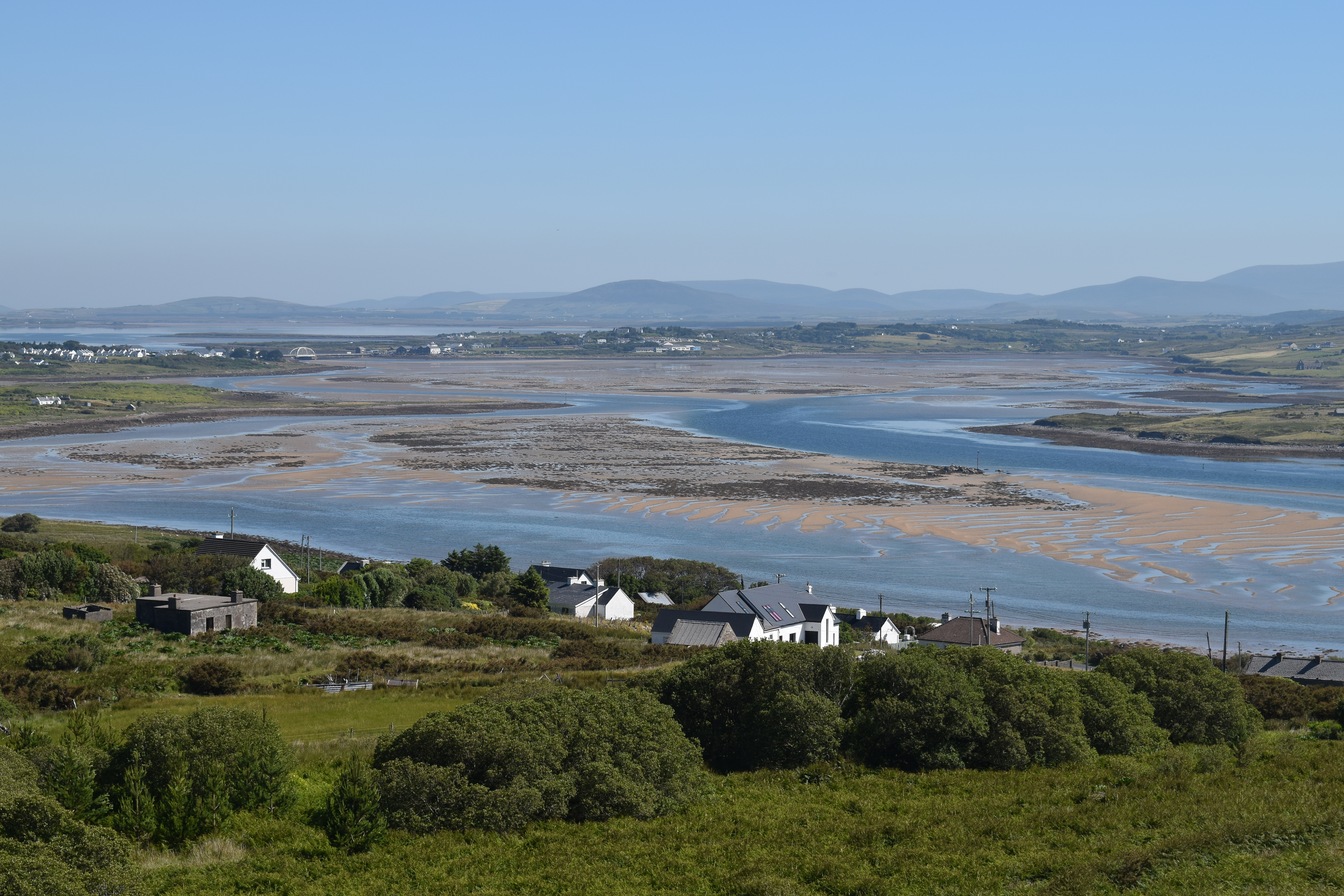
Achill sound

Gob an Choire (Engels: Achill Sound) is een plaats in het Ierse graafschap Mayo. De plaats telt 255 inwoners en ligt in de Gaeltacht.
Gob an Choire ligt aan de oostzijde van Achill Island, het grootste Ierse eiland, en ligt bij de Michael Davitt-brug, een draaibrug die het eiland met het Ierse vasteland verbindt.
Achill Sound (de Engelse naam van het dorp) is eveneens de naam van de waterweg die Achill Island scheidt van het Ierse vasteland.